# داربسر کاندی
داربسر کاندی (به لاتین: Darbeser Kandi) یک روستا در بنگلادش است که در استان باریسال و در ناحیه باریسال واقع شده است.